# Aero A-35
Aero A-35 byl československý jednomotorový dopravní letoun smíšené konstrukce pro pět cestujících, řešený jako vzpěrový hornoplošník s pevným klasickým podvozkem.

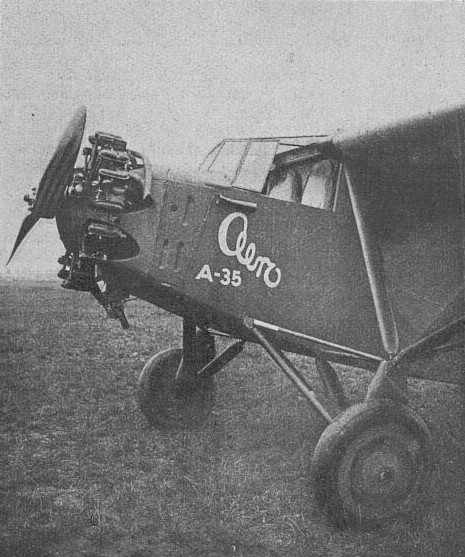
Prototyp Aera A-35 s motorem Wright Whirlwind J-4 v roce 1928

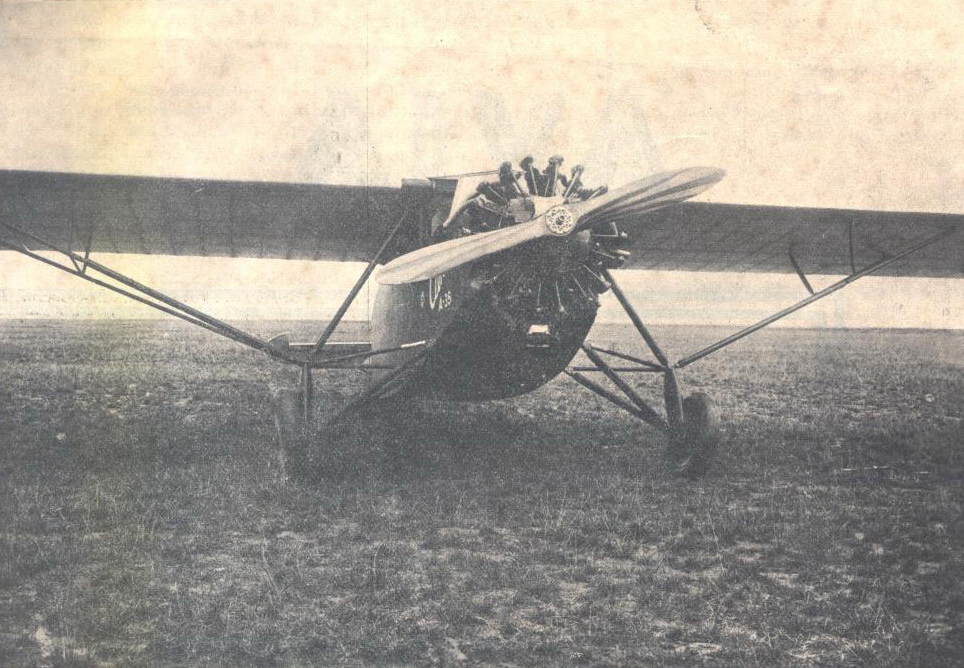
Aero A-35, prototyp s hvězdicovým devítiválcem

## Vznik a vývoj
Letoun vznikl na základě myšlenky dvou vojenských pilotů, kapitána Františka Malkovského a poručíka Ludvíka Pavlovského, kteří se chtěli na oslavu desátého výročí vzniku Československa pokusit o přelet Atlantského oceánu na trase Evropa-USA, inspirováni přeletem Charlese Lindbergha se strojem Spirit of St. Louis. Oba letci konali přednášky a propagační akce, ve prospěch jejich zamýšleného letu se také konala celostátní sbírka s přispěním krajanů z USA. Aeroklub Republiky československé i Masarykova letecká liga (MLL) se od akce distancovaly z obavy z neúspěchu a tím poškození dobrého jména československého letectví. Celý projekt rekordního přeletu tak skončil nezdarem.
Společnost Aero však bez ohledu na dění konstruovala dálkový letoun s označením A-35, který měl nést název „Zlatá Praha“. Prototyp, který byl dokončen v listopadu 1928, byl poháněn hvězdicovým devítiválcovým motorem Wright Whirlwind J-4 o výkonu 162 kW (220 k) vyráběným v licenci společností Škoda v Polsku. Továrna Aero se tímto typem značně odchýlila od svých tradic, když sestrojila po dlouhé řadě dvojplošníků svůj první jednoplošník. Letadlo bylo zalétáno továrním šéfpilotem Josefem Novákem v roce 1928.

## Popis letounu

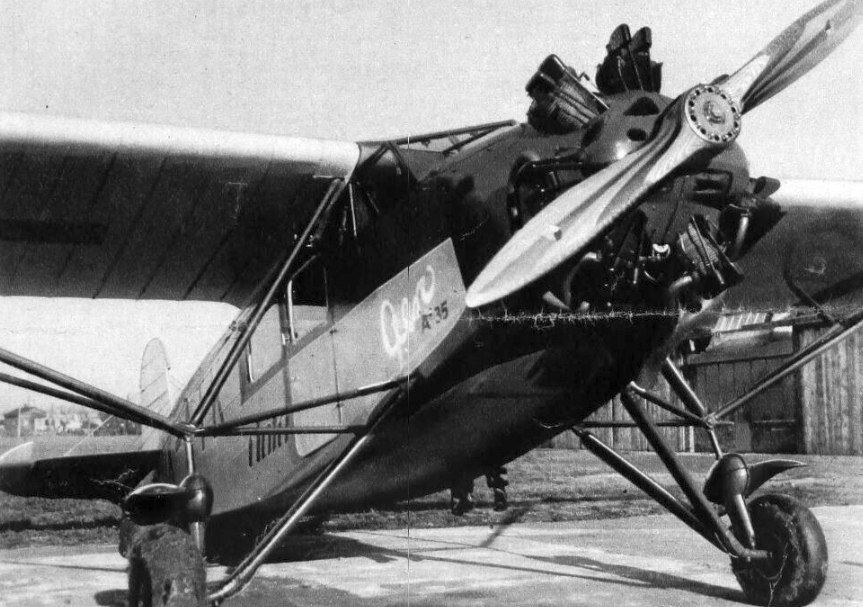
Aero A-35 (OK-ATK) s motorem Castor II u Baťovy letecké a.s. (Letec, březen 1933)

A-35 byl jednomotorový vzpěrový hornoplošník s pevným záďovým podvozkem. V zasklené kabině před křídlem byl prostor pro dva piloty, interiér trupu byl prázdný, avšak počítalo se zde (pro neuskutečněný transatlantický let) s instalací velké válcové nádrže pohonných hmot. Tento prostor také nebyl vybaven okny, protože se s umístěním cestujících nepočítalo. Dopravní verze svojí dispozicí upomínala na moderní americká letadla, která předčila tím, že vzpěry podvozku a křídel nepřekážely cestujícím ani při vstupu do kabiny, ani v rozhledu. Při konstrukci letadla bylo využito v největší míře zkušeností, získaných při stavbě jejich dopravních letadel, hlavně letadla Aero A-23 a při stavbě karoserií Weymann.
Sériově stavěné letouny měly kabinu vybavenu pro 5 cestujících. Letoun byl smíšené konstrukce. Kovová kostra trupu byla v přední části kryta plechem z hliníkové slitiny, zbytek byl potažen plátnem. Křídlo bylo dřevěné, obdélníkového půdorysu potažené překližkou a plátnem. V přední části trupu, těsně před náběžnou hranou křídla byl kokpit pro pilota a mechanika (navigátora). Místo mechanika bylo později využíváno pro 5. cestujícího, neboť na vnitrostátních linkách nebyl požadavek na dvoučlennou posádku. Ve vlastní kabině pro cestující byla 4 sedadla, umístěná ve směru letu. První přední sedadlo bylo sklápěcí, aby bylo možné projít od zadních křesel k předním. Velká okna opatřená skly Triplex umožňovala cestujícím dokonalý výhled. Okna ve dveřích byla spouštěcí na způsob oken karoserií Weymann, čímž byla umožněna ventilace kabiny. Stěny kabiny byly dvojité, vnější povrch z plátna, vnitřní z umělé kůže. Mezi oběma povrchy byla izolační vrstva k zamezení hluku. Kabina byla vybavena věšáky na šaty, hasicím přístrojem a deskou s přístroji (výškoměr, rychloměr a časové hodiny).
Trup obdélníkového průřezu byl z ocelových trubek. Nosná plocha křídla byla na obou stranách podepřena 2 vzpěrami, které se sbíhaly nad kolem podvozku. Další vzpěry z tohoto uzlu směrovaly k horní a dolní části trupu. Motorové lože bylo z ocelových trubek a připojeno na trupu čtyřmi svorníky. Toto zařízení umožňovalo vymontovat motor s příslušenstvím za velmi krátkou dobu. Za motorem byla umístěna ohnivzdorná přepážka (hliníkový plech s azbestovou vložkou).

Sériové letouny vyráběné od roku 1930 byly vybaveny hvězdicovými sedmiválcovými motory Walter Castor I o výkonu 240 k (179 kW) a létaly u ČSA (7 strojů) resp. po roce 1932 u Baťovy letecké společnosti (5 strojů) s motory Walter Castor II o výkonu 260 k (191 kW).

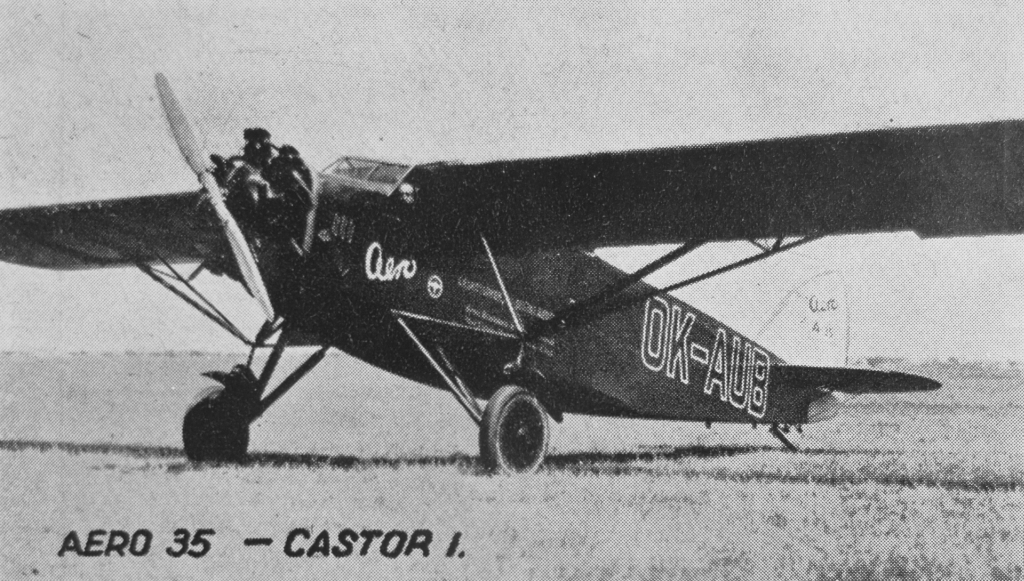
Aero A-35 s motorem Walter Castor I (OK-AUB) imatrikulovaný v říjnu 1930

## Použití

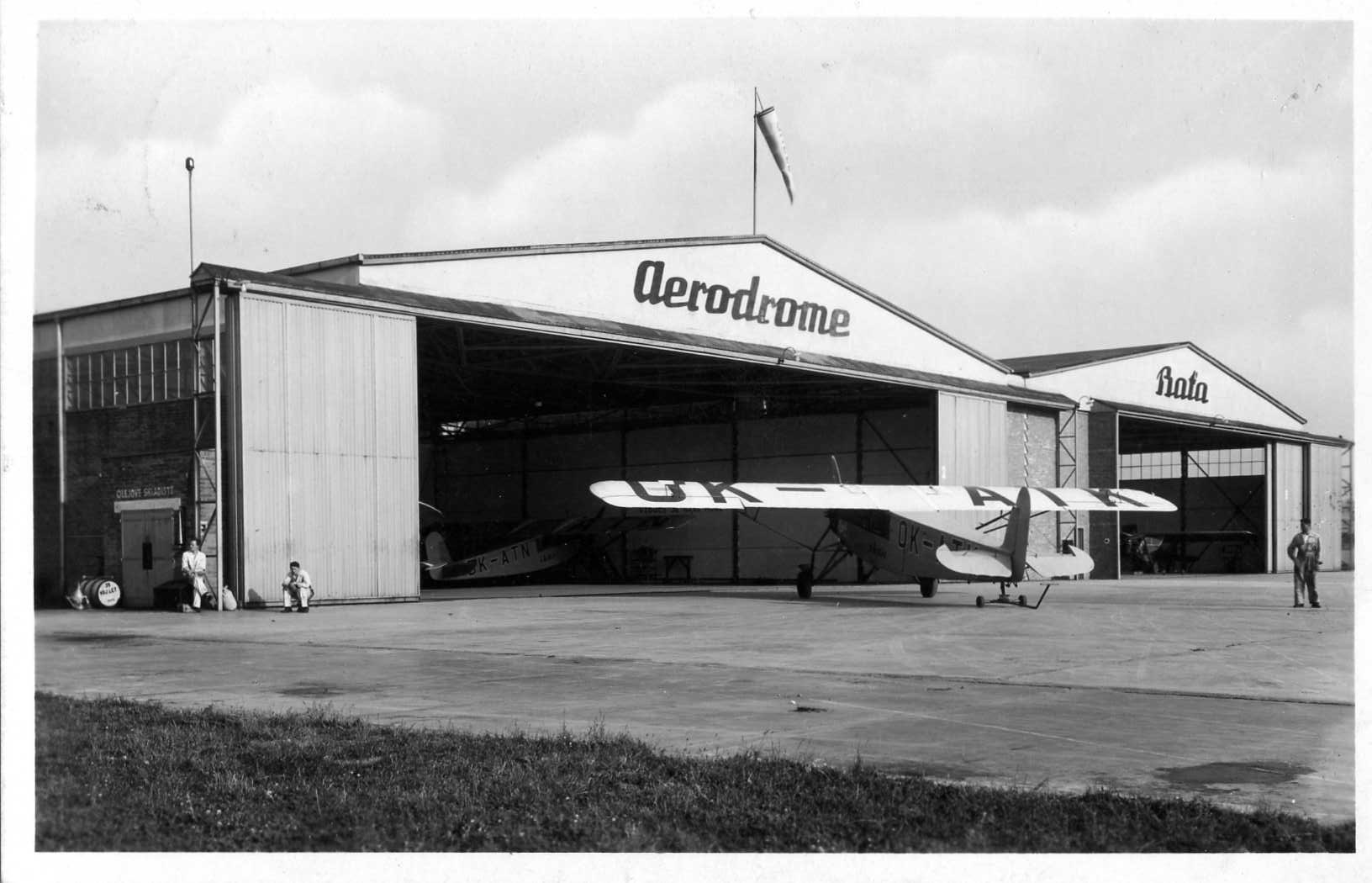
Aero A-35 s motorem Walter Castor II (OK-ATK), Baťa Aerodrome, 1938

Vzhledem k neuskutečnění transatlantického přeletu nabídla letecká firma Aero prototyp A-35 ministerstvu veřejných prací (MVP) jako dopravní s vybavením pro pět cestujících a jednoho pilota. První stroj původně zanesený do leteckého rejstříku jako L-BAJA v lednu 1930, velmi záhy byl 8. února 1930 přeimatrikulován na L-BAUA (a ještě později na OK-AUA). Ministerstvo veřejných prací (MVP) jej převzalo a předalo jej resortně podřízené letecké společnosti Československé státní aerolinie (ČSA).
U ČSA byl letoun A-35 již během roku 1929 testován a následně objednán s československými motory Walter Castor I o jmenovitém výkonu 179 kW (240 k) v počtu dalších šesti sériových kusů, které byly dodány v období 1930-1931. Až do roku 1937 tyto letouny (OK-AUB až OK-AUG, výr. č. 2-7) létaly především na trasách do Rumunska přes Brno, Bratislavu, Košice a Užhorod. Celkem absolvovaly 798 028 km během 5679 letových hodin a poslední z nich OK-AUE byl vymazán z leteckého rejstříku 20. března 1938.
Krátce před Mezinárodní soutěží turistických letadel 1934 (Challenge International de Tourisme) byl s tímto letounem a piloty, kteří na tuto soutěž byli přihlášeni (štkpt. Ján Ambruš, šéfpilot Aera Jan Anderle, štkpt. Pavel Pochop a kpt. Vojtěch Žáček), vykonán cvičný, informační (spíše marketingový) let. Provozní, sériový letoun A-35 (OK-AUE) k tomu účelu zapůjčily ČSA. Ve dnech 21.-27. července 1934 byly navštíveny destinace: Berlín, Kolín nad Rýnem, Paříž, Lyon, Marseille, Barcelona, Madrid, Sevilla, Casablanca, Bordeaux a Štrasburk. Za 7 dnů piloti uletěli 6590 km v průměrné rychlost 170 km/h.
Stroje výr. č. 1 (OK-AUA) a 3 (OK-AUC) byly v červenci 1936 předány Ministerstvu národní obrany (MNO) pro československé letectvo, které je používalo jako dopravní a spojovací. V druhé polovině října 1938 byl letoun výr. č. 3 použit pro shazování letáků nad Slovenskem a Podkarpatskou Rusí. Dva letouny A-35 (OK-AUB a OK-AUF, výr. č. 2 a 6) pak přešly v roce 1936, resp. v 1935 z ČSA do stavu MLL v Užhorodě a v Praze pro vyhlídkové lety. Tyto přeprodané letouny byly provozovány o něco déle než u ČSA, a to až do 1. dubna 1938, resp. do 30. dubna 1939. Stroj výr. č. 1 (OK-AUA) byl předán v roce 1938 Západočeskému aeroklubu Jeden z letounů A-35 byl ještě v srpnu 1939 opravován Leteckým skladem v Nitře.
Firma Baťa ze Zlína objednala pro svou Baťovu leteckou společnost další A-35 se zvětšenými nádržemi v křídle. Od února 1933, kdy začal ve společnosti pracovat František Klepš a společnost již vedl Jan Antonín Baťa, společnost začala nakupovat tyto šestimístné (1+5) dopravní letouny s československými hvězdicovými motory Walter Castor II (o výkonu 191 kW/260 k), kterých postupně bylo pořízeno do dubna 1934 pět (výr. č. 8-12). Létaly s imatrikulacemi OK-ATD, -ATK, -ATN, -ATX, -ATZ a tři z nich byly provozovány až do zastavení letového provozu po okupaci v roce 1939. Letoun původní imatrikulace OK-ATD byl v roce 1935 prodán do Jugoslávie. Letouny za dobu svého provozu u společnosti nalétaly tisíce hodin, přepravily mnoho cestujících i nákladu a stejně jako u ČSA patřily v té době k „páteři“ podnikové letecké dopravy. Z domovského letiště Otrokovice (tehdy Aerodrome Baťov) se nejčastěji létalo do Prahy-Kbel, ale také do Bratislavy, do Vukovaru přes Záhřeb, do Berlína i do Španělska.
Poslední tři zlínské letouny a dva z MLL byly v roce 1939 po okupaci zabaveny Německem a přelétnuty na leteckou základnu Fliegerhorst Sagan-Küpper (nyní polský Żagań-Tomaszowo, česky Zaháň). Letounům byla změněna imatrikulace na D-CATK, D-CATN, D-CATX a D-CATZ.

## Uživatelé

### Civilní
- Československo
  - Baťova letecká společnost
  - Československé státní aerolinie
  - Masarykova letecká liga
  - Západočeský aeroklub
- Království Srbů, Chorvatů a Slovinců (YU-PDE, od r. 1935, zabaveno Německem)[14]

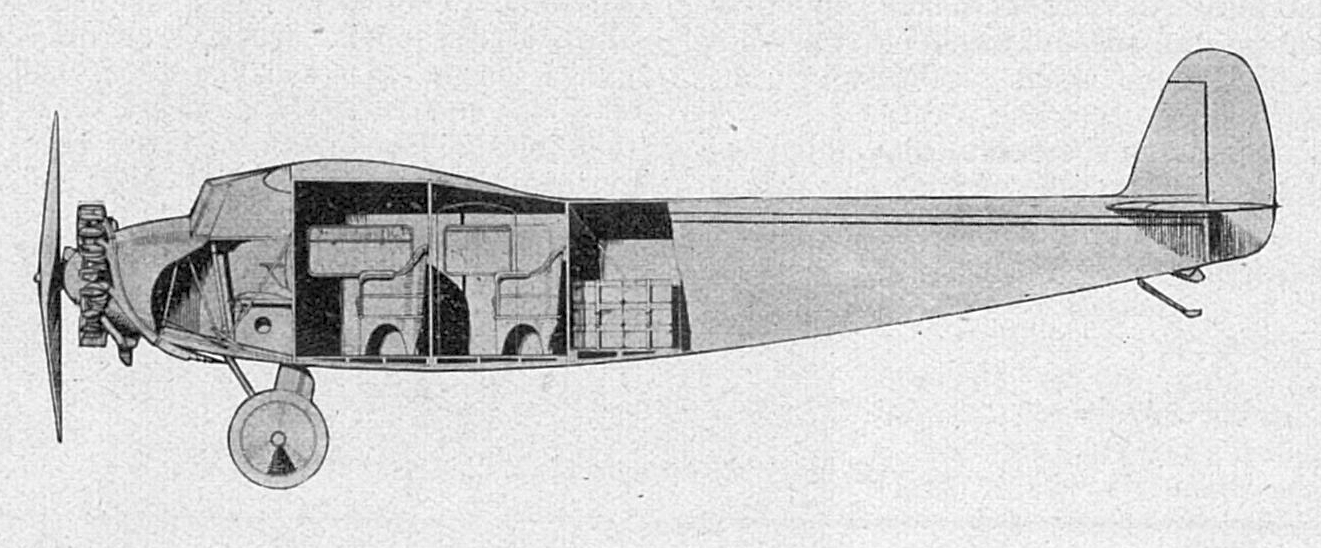
Řez Aerem A-35

### Vojenští
- Československo
  - Československé letectvo
- Slovensko
  - Slovenské vzdušné zbraně (1 kus)[15][16]

## Specifikace

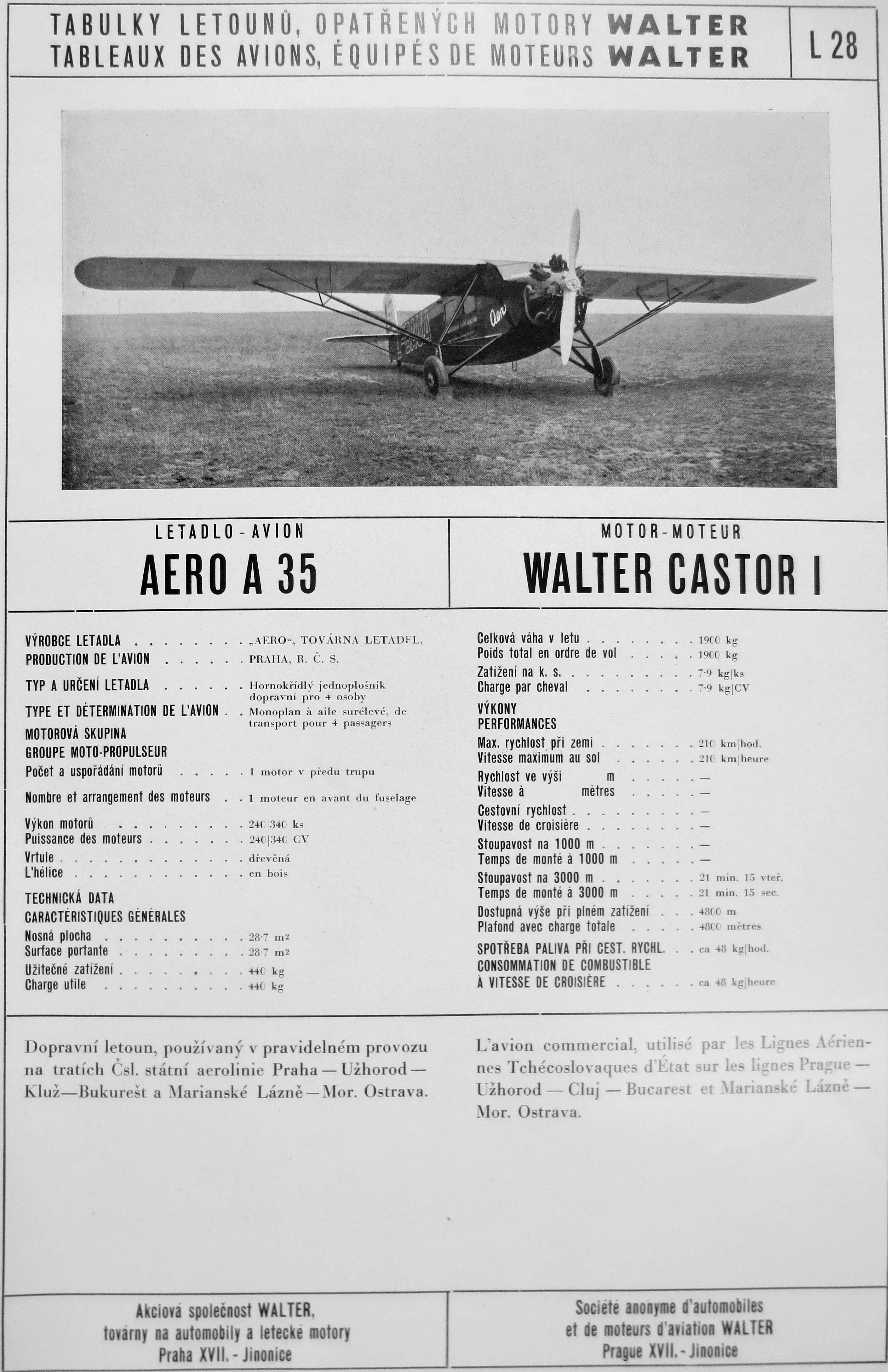
Aero A-35 a Walter Castor I

Údaje s motorem Walter Castor II dle

### Technické údaje
- Osádka: 1
- Kapacita: 5
- Rozpětí: 14,50 m
- Délka: 9,70 m
- Výška: 2,60 m
- Nosná plocha: 28,70 m2
- Hmotnost prázdného letounu: 1120 kg
- Vzletová hmotnost: 1900 kg
- Pohon: sedmiválcový zážehový vzduchem chlazený hvězdicový motor Walter Castor II
  - maximální: 250 kW / 340 k při 2000 ot/min
  - vzletový: 221 kW / 300 k
  - nominální, jmenovitý: 191 kW / 260 k při 1800 ot/min
- Vrtule: dvoulistá nestavitelná dřevěná

### Výkony
- Maximální rychlost: 197 km/h
- Cestovní rychlost: 165 km/h
- Výstup na 3000 m: 21,25’ min
- Dostup: 4800 m
- Dolet: 660 km